# Dystactula
Dystactula är ett släkte av bönsyrsor. Dystactula ingår i familjen Mantidae.
Kladogram enligt Catalogue of Life:
| Dystactula | \| \| Dystactula grisea \| \| \| \| \| \| Dystactula kaltenbachi \| \| \| \| \| \| Dystactula natalensis \| \| \| \| |
|            | \| \| Dystactula grisea \| \| \| \| \| \| Dystactula kaltenbachi \| \| \| \| \| \| Dystactula natalensis \| \| \| \| |
|            | Dystactula grisea |
|            | |
|            | Dystactula kaltenbachi                                                                                               |
|            | |
|            | Dystactula natalensis                                                                                                |
|            | |